# Súng tiểu liên Thompson
Súng tiểu liên Thompson là súng tiểu liên chính của Hoa Kỳ vào Thế Chiến 2 và nhiều cuộc chiến khác cùng với M3 Grease ( từ 1942)

## Lịch sử hoạt động

### Trong Thế chiến 2
M1928 Thompson và M1A1 Thompson được sử dụng rộng rãi bởi các sĩ quan, lính lái xe tăng, lính dù,...của quân đội Mỹ trong Thế chiến 2. Mỹ cũng cung cấp hàng nghìn cây súng cho các đồng minh chống phát xít như Anh và các quốc gia Khối Thịnh vượng chung Anh, Brasil, Philippines, Pháp Tự do,... Liên Xô cũng nhận được súng Thompson viện trợ từ Mỹ nhưng do nước này thiếu đạn .45 ACP nên họ không sử dụng nó phổ biến.

### Trong Chiến tranh Triều Tiên
Trong Chiến tranh Triều Tiên, những khẩu M2 Carbine đã thay thế vai trò của Thompson và khẩu M3 Grease Gun trong biên chế của quân đội Mỹ. Mặc dù vậy, một số đơn vị công binh, trinh sát, lái xe,... của quân đội Hoa Kỳ và Quốc quân Đại Hàn Dân Quốc vẫn còn sử dụng khẩu Thompson và khẩu M3 với số lượng ít.   

### Trong Chiến tranh Đông Dương
Trong Chiến tranh Đông Dương, khẩu Tiểu liên Thompson được sử dụng rộng rãi bởi cả hai phe Quân đội Pháp và Quân đội nhân dân Việt Nam. Quân Pháp dùng nó chủ yếu trong giai đoạn đầu,sau đó Pháp đại trà hóa tiểu liên MAT-49 để thay thế cho những khẩu Tiểu liên Thompson, Sten, M3 Grease Gun hay MP-40. Trong suốt thời gian Kháng chiến chống Pháp diễn ra thì Quân đội nhân dân Việt Nam sử dụng khẩu súng này khá phổ biến.

### Trong Chiến tranh Việt Nam
Thompson vẫn được một số đơn vị quân đội, dân quân của Việt Nam Cộng hòa. Một số đơn vị trinh sát, đặc nhiệm Mỹ vẫn sử dụng Thompson một cách rất hạn chế, mặc dù họ đã có tiểu liên MAC-10 hay súng trường tiến công M16 ưu việt hơn thay thế. Quân Giải phóng miền Nam Việt Nam rất thích khẩu Thompson và họ còn cố gắng sao chép nó với các công cụ thô sơ trong rừng và tự chế tạo ra trong chiến khu chiến trường Miền Nam Việt Nam.

### Trong giải trí và các trò chơi điện tử
Tiểu liên Thompson xuất hiện khá nhiều trong các trò chơi điện tử,như PUBG và nó còn xuất hiện trong các phim điện ảnh hành động về thời kỳ Cấm Rượu (thập niên 1920-1930).v.v..

## Các quốc gia sử dụng
- Liên Hợp Quốc
- Hoa Kỳ
- Liên Xô: Năm 1924, số lượng lớn M1921 đã được mua qua Mexico và cấp cho NKVD và bộ đội biên phòng. 137.729 đã được nhận thông qua Lend-Lease trong Thế chiến II
- Chính phủ Quốc dân
- Quốc dân Cách mạng quân
- Quốc Dân Đảng Trung Quốc
- Quốc quân Trung Hoa Dân Quốc
- Đài Loan
- Quân giải phóng nhân dân Trung Quốc
- Trung Quốc
- Việt Nam Dân chủ Cộng hòa: Được sử dụng trong Chiến tranh Đông Dương và Chiến dịch Điện Biên Phủ
- Cộng hòa Miền Nam Việt Nam: Được sử dụng trong Chiến tranh Đông Dương và Chiến tranh Việt Nam.
- Việt Nam
- Colombia
- Israel
- Lào
- Thái Lan
- Campuchia
- Trung Quốc
- Cộng hòa Dân chủ Nhân dân Triều Tiên
- Ý
- Pháp
- Liên bang Đông Dương
- Đế quốc Nhật Bản
- Nhật Bản
- Hàn Quốc
- Afghanistan
- Ai Cập
- Đức Quốc xã : Tịch thu từ quân đội Mỹ trong Thế chiến 2, được gọi là Mp(Maschinenpistole) 760(a) , Mp 760/2 đối với M1928 Thompson và Mp 761(a) đối với M1921 Thompson
- Tây Đức Được quân đội Đồng minh hỗ trợ trong Thế chiến 2 và được gọi là Mp(Maschinenpistole) 760(a) , Mp 760/2 đối với M1928 Thompson và Mp 761(a) đối với M1921 Thompson và phần còn lại tịch thu từ Đức Quốc xã
- Cuba
- Panama
- Na Uy
- Đan Mạch
- Myanmar
- Iraq
- Iran
- Philippines
- Indonesia
- México
- Canada
- Sierra Leone
- Cộng hòa Dân chủ Congo
- Cộng hòa Congo
- Brasil
- Colombia
- Venezuela
- Argentina
- New Zealand
- Úc
- Vương quốc Liên hiệp Anh và Bắc Ireland